# Politiek gevangene

Teken voor politieke gevangenen in het Derde Rijk

Een politiek gevangene is iemand die, vanwege betrokkenheid bij een politieke activiteit, van staatswege is opgesloten in een gevangenis of op een andere manier wordt vastgehouden, bijvoorbeeld via huisarrest.

## Achtergrond
De term politieke gevangene wordt vaak gelijkgesteld aan de term gewetensgevangene. Gewetensgevangenen zijn echter uitsluitend diegenen die geen geweld, of andere activiteiten die in normale democratische landen als strafbaar worden beschouwd, hebben gepleegd, en dus slechts vastzitten vanwege hun geloof of overtuiging. Alle gewetensgevangenen zijn politieke gevangenen, maar niet iedere politieke gevangene is een gewetensgevangene. Campagnes van Amnesty International richten zich op zowel politieke- als op gewetensgevangenen. De mensenrechtenorganisatie streeft daarbij naar vrijlating van gewetensgevangenen, en een eerlijk proces voor andere politieke gevangenen.
De term politieke gevangene wordt, bij uitbreiding, door sympathisanten, gebruikt voor leden van gewelddadige groeperingen die zijn opgesloten in afwachting van hun proces. Zo staan in Frankrijk enkele leden van anarchistische groepen, zoals de voormalige Action Directe, die zijn veroordeeld wegens moord, bekend als politieke gevangenen. Daarnaast worden, afhankelijk van het politieke standpunt dat men inneemt, voor verraad en spionage veroordeelden soms ook als politieke gevangenen bestempeld.
Onder het Duitse naziregime werden politieke gevangenen in groten getale opgesloten in concentratiekampen, waar ze het hiernaast afgebeelde vignet moesten dragen.

## Recht
Als iemand op niet-strafrechtelijke gronden wordt opgesloten kán er worden gesproken van politieke gevangenschap. Meestal is het echter zo dat staten die mensen op politieke gronden opsluiten eraan hechten om er toch een strafrechtelijk label aan te hangen. Dat kan door het maken van extra strafrechtelijke bepalingen of het misbruiken van de rechtsgang. Om politieke gevangenschap te beoordelen is dus een norm nodig die boven de beschreven wet uitreikt. 
Hoewel omstreden, zijn er ook civielrechtelijke procedures die tot opsluiting kunnen leiden zonder dat per se van politieke gevangenschap hoeft te worden gesproken.

## Bekende politieke gevangenen
Enkele bekende voormalige politieke gevangenen zijn:
In België
- Firmin Bogaert
- Léon Lefèvre

In Nederland
- Hugo de Groot
- Maria Aletta Hulshoff
- Eillert Meeter
- Ferdinand Domela Nieuwenhuis

In andere landen
- Nelson Mandela, (Zuid-Afrika)
- Kim Dae-jung, Zuid-Korea
- Thomas Mapfumo
- Zhang Xueliang, Taiwan
- Zulfikar Ali Bhutto, Pakistan
- Julian Assange
- Khalida Jarrar, Israël

Enkele bekende huidige politieke gevangenen zijn:
- Marwan Barghouti, Israël
- Hussam Abu Safiya, Israël